# Sebastian Huke
Sebastian Huke (* 11. August 1989 in Leinefelde) ist ein deutscher Fußballspieler.

## Karriere

### Im Verein
Huke spielte in seiner frühen Jugend für Germania Effelder, SG Birkungen 07, SC Leinefelde und den FC Rot-Weiß Erfurt. Im Sommer 2004 ging er dann zu Hertha BSC, wo er 2005 Torschützenkönig der U-17-Regionalliga wurde und mit den Berlinern auch den Meistertitel holte. Dort spielte er von 2005 bis 2007 in der Jugend, bevor er zur Saison 2007/08 in Herthas Oberliga-Mannschaft befördert wurde.
Am 12. August 2007 absolvierte er sein erstes Seniorenspiel für Hertha BSC beim 2:0-Sieg gegen Türkiyemspor in der Oberliga. Am 4. Juni 2009 gab Hertha BSC bekannt, dass der Verein nicht mehr mit ihm plane; er wechselte daraufhin zum Regionalligisten SV Wilhelmshaven. Huke bestritt in der ersten Saisonhälfte 2009/10 acht Spiele für Wilhelmshaven und erzielte ein Tor. Am 19. Januar 2010 ging er dann in die NRW-Liga zu den Sportfreunden Siegen. In Siegen entwickelte er sich zum Leistungsträger und kam zu 43 Spielen bis zum Sommer 2011, wobei er acht Tore erzielte. Am 31. Mai 2011 gab Huke bekannt, dass er einen Einjahresvertrag bei der Reserve des VfL Wolfsburg unterschrieben habe, wo er in der ersten Hälfte der Saison 2011/12 zu sieben Einsätzen kam.
Am 1. Februar 2012 unterschrieb er einen Vertrag beim Drittligisten FC Carl Zeiss Jena. Am 22. Februar 2012 feierte er sein Profi-Debüt in der 3. Liga für Jena im Nachholspiel gegen die SpVgg Unterhaching. Am 16. Januar 2013 einigten sich Huke und der FC Carl Zeiss Jena auf eine vorzeitige Vertragsauflösung. Er wechselte zusammen mit dem Jenaer Vereinskollegen Robert Zickert zum SSV Markranstädt. Nach einem halben Jahr verkündete er seinen Abgang aus Markranstädt und unterschrieb für den FSV Optik Rathenow. Zur Saison 2014/15 unterschrieb er einen Zweijahresvertrag beim Regionalligisten FC Viktoria 1889 Berlin.
Bereits nach einer Saison wechselte er jedoch zu Tennis Borussia Berlin in der Fußball-Oberliga Nordost. Nach zwei Jahren bei den Veilchen schloss sich der Publikumsliebling und Kapitän dem FC Hertha 03 Zehlendorf an. Im Sommer 2021 kehrte er zu TeBe zurück. Doch schon ein Jahr später ging er zum BFC Preussen und seit dem Sommer 2023 steht Huke beim Werderaner FC in der Brandenburg-Liga unter Vertrag.

### Nationalmannschaft
Im Jahre 2008 kam er am 8. Oktober beim 3:2-Sieg gegen die Schweiz und am 12. Oktober gegen Österreich (1:2) zu seinen beiden einzigen U-20-Länderspielen. Zuvor lief Huke zweimal für die U-19 und dreimal in der U-17 für Deutschland auf.

## Erfolge
- 2005: Torschützenkönig der B-Jugend-Regionalliga
- 2005: Meister in der B-Jugend-Regionalliga
- 2006: U-17-EM-Teilnehmer mit dem DFB